# Buckskin Gulch
Buckskin Gulch ist ein meist trockener Slot Canyon im Bundesstaat Utah der Vereinigten Staaten, welcher die periodischen Zuflüsse im Südwesten des Paria Plateaus aufnimmt und dem Paria River und somit dem Colorado River zuführt.

## Lage
Der Süden des Grand Staircase-Escalante National Monument besteht ebenso wie das unmittelbar südlich anschließende Vermilion Cliffs National Monument aus einer wüstenhaften Felslandschaft, welche größtenteils durch Deckschichten aus Navajo-Sandstein gebildet werden. Der hauptsächlich in der Form heftiger Gewitter in den Sommermonaten auftretende Niederschlag wird in wenigen, den Großteil des Jahres trocken gefallenen Bachläufen in Richtung des permanent wasserführenden Colorado River abgeleitet. Durch die geologische Beschaffenheit des Gebietes bilden sich einerseits Wasserscheiden entlang geologischer Störungen als auch enge, tief in den weichen Sandstein eingeschnittene Canyons.
Das Einzugsgebiet des Buckskin Gulch umfasst ein großes Gebiet zwischen den Vermillion Cliffs nördlich des U.S. Highway 89 im Süden des Kane County im Bundesstaat Utah, den Buckskin Mountains und dem Paria Plateau im Coconino County in Arizona. Die wichtigsten Zuflüsse sind der Kaibab Gulch (offiziell Teil des Buckskin Gulch), der Pine Hollow Canyon und der Coyote Wash, wobei die zuletzt genannten sich zuvor am Nordrand der Coyote Buttes zum Wire Pass verbinden und in einem ersten Slot Canyon die Cockscomb genannte monoklinale Störung durchbrechen.
Der Buckskin Gulch durchbricht den Cockscomb östlich der House Rock Valley Road, verläuft von dort in südlicher Richtung bis zur Aufnahme des Wire Pass zwischen Cockscomb und der West Clark Bench und wendet sich dann nach Osten, wo er die West Clark Bench vom Paria Plateau trennt. Kurz vor der Grenze zwischen Utah und Arizona trifft das Tal auf den hier ebenfalls tief eingeschnitten verlaufenden Paria River. Mit einer Länge von etwa 21 Kilometern gilt er als der längste und mit einer Tiefe von bis zu mehreren hundert Metern auch als einer der tiefsten Slot Canyons weltweit.

## Zugang
Aufgrund seiner Länge und Tiefe ist der Canyon bei Wanderern sehr beliebt, es bestehen mehrere Möglichkeiten des Zugangs. Vom nahe am U.S. Highway 89 gelegenen White House Trailhead ist die Möglichkeit eines Einstieges über die Confluence des Paria Canyon mit dem Buckskin Gulch gegeben. Ein weiterer Zugang besteht über den Middle Trail, der über eine raue Schotterstraße, die nahe dem Paria Outpost nach Süden abzweigt, zu erreichen ist und zudem als einzige Route für einen Notfallausstieg aus dem Buckskin Gulch genutzt wird. Die populärsten Zugangsoptionen starten allerdings von der House Rock Valley Road zwischen dem Highway 89 und dem U.S. Highway 89A aus (Buckskin Trailhead, Wire Pass Trailhead). Der bei weitem populärste Wanderpfad nutzt den Slot Canyon des Wire Pass, der Wire Pass Trailhead ist auch Ausgangspunkt für Wanderungen im Bereich der nördlichen Coyote Buttes, beispielsweise zur Wave.
Oftmals werden Wanderungen durch den Buckskin Gulch mit einer mehrtägigen Durchquerung des Paria Canyon bis zum Colorado River nahe Lee’s Ferry in der Glen Canyon National Recreation Area verbunden, für diese wird ebenso wie für Tagesausflüge eine Erlaubnis benötigt. Während für Tageswanderungen keine Beschränkungen hinsichtlich der Personenzahl bestehen und am Trailhead lediglich eine „Self-Registration“ notwendig ist, wird für Mehrtagesausflüge mit Übernachtung nur eine begrenzte Anzahl von Erlaubnissen erteilt.

## Gefahren
Sowohl für den Buckskin Gulch selbst als auch für den Wire Pass sind im Normalfall keine besonderen technischen Hilfsmittel notwendig, um diese zu durchqueren; einzelne mögliche Ein- und Ausstiegspunkte bedürfen aber körperliche Fitness und etwas Geschick beim Klettern. Allerdings gilt es im Verlauf der Wanderung sowohl Felsstufen zu überwinden und je nach Jahreszeit auch mal hüfthohe Wasserlöcher zu durchqueren. Bedingt durch die Enge des Tals und die nicht vorhandene oder nur kurzzeitige Sonneneinstrahlung liegen die Temperaturen am Boden deutlich niedriger als in der Umgebung. Vereinzelt wird der Boden von Treibsand gebildet. Neben giftigen Tieren wie Klapperschlangen und Taranteln besteht die wichtigste Gefahr im Auftreten von Sturzfluten nach Niederschlägen im gesamten Einzugsgebiet, da diese Flutwellen mit einer Höhe von bis zu 30 Metern nach sich ziehen können.